# Aeroportul Essex County
Aeroportul Essex County (IATA: CDW, ICAO: KCDW, FAA LID: CDW) este un aeroport din New Jersey, Statele Unite ale Americii ce deservește zona Caldwell⁠(d). Aeroportul a fost tranzitat în 2019 de 16 pasageri.
Situat la o altitudine de 52 m, aeroportul dispune de 2 piste.

## Infrastructură

### Piste
Aeroportul dispune de 2 piste. Pista 04/22 are suprafața de asfalt și dimensiunile 4.552 picioare × 80 picioare. Pista 10/28 are suprafața de asfalt și dimensiunile 3.719 picioare × 75 picioare. 